# مالكوم نيكولز
مالكوم نيكولز هو صحفي وسياسي أمريكي، ولد في 8 مايو 1876 في بورتلاند في الولايات المتحدة، وتوفي في 7 فبراير 1951 في Jamaica Plain ‏ في الولايات المتحدة. نشط حزبياً في الحزب الجمهوري. وقد انتخب عضو مجلس ولاية ماساتشوستس ‏ وانتخب عضو مجلس نواب ماساتشوستس ‏ وانتخب عمدة بوسطن ‏ (1926 – 1930).